# Picinisco
Picinisco is een gemeente in de Italiaanse provincie Frosinone (regio Latium) en telt 1211 inwoners (31-12-2004). De oppervlakte bedraagt 62,2 km², de bevolkingsdichtheid is 19 inwoners per km².

## Demografie
Picinisco telt ongeveer 500 huishoudens. Het aantal inwoners daalde in de periode 1991-2001 met 4,4% volgens cijfers uit de tienjaarlijkse volkstellingen van ISTAT.
| Jaar | Inwoneraantal |
| ---- | ------------- |
| 1991 | 1261          |
| 2001 | 1206          |

## Geografie
De gemeente ligt op ongeveer 725 m boven zeeniveau.
Picinisco grenst aan de volgende gemeenten: Alfedena (AQ), Atina, Barrea (AQ), Gallinaro, Pizzone (IS), San Biagio Saracinisco, Sant'Elia Fiumerapido, Settefrati, Villa Latina.